# Södra Petikträsk
Södra Petikträsk este o arie protejată (arie specială de conservare — SAC, sit de importanță comunitară — SCI) din Suedia întinsă pe o suprafață de 0,74 ha, integral pe uscat.

## Localizare
Centrul sitului Södra Petikträsk este situat la coordonatele 65°03′08″N 19°47′58″E / 65.0521°N 19.7995°E.

## Înființare
Situl Södra Petikträsk a fost declarat sit de importanță comunitară în decembrie 1998 pentru a proteja 2 specii de plante. Situl a fost protejat și ca arie specială de conservare în martie 2011.

## Biodiversitate
Situată în ecoregiunea boreală, aria protejată conține 1 habitat natural: Păduri fino-scandinave bogate în ierburi cu Picea abies.
La baza desemnării sitului se află mai multe specii protejate de  plante (2): Calypso bulbosa, papucul doamnei (Cypripedium calceolus).